# Sławomir Rosłon
Sławomir Rosłon (ur. 6 marca 1951, zm. 28 września 2017 w Łodzi) – polski trener lekkoatletyczny.
Specjalizował się w biegach średnio oraz długodystansowych. Był związany z klubami lekkoatletycznymi: AKL Ursynów oraz Eris Piaseczno a także ze Szkołą Główną Gospodarstwa Wiejskiego w Warszawie jako pracownik tamtejszego Studium Wychowania Fizycznego i Sportu oraz trener AZS SGGW. Pracował również w Nowej Zelandii, szkoląc tamtejszych rugbystów. W sezonie 2014/2015 współpracował z drużyną piłkarską Widzewa Łódź jako trener odpowiedzialny za przygotowanie fizyczne. Był również inicjatorem wielu wydarzeń sportowych na terenie Piaseczna oraz wychowawcą wielu pokoleń biegaczy, wśród których należy wymienić m.in. Renatę Paradowską.
Zmarł 28 września 2017 roku. Został pochowany na cmentarzu w Perlejewie.